# Lennart Malmer
Lennart Gösta Malmer, född 7 oktober 1941 i Solna, är en svensk regissör, manusförfattare, producent, kompositör och fotograf.

## Regi och foto i urval
- 2008 – Människan – tillsammans med Henning Mankell
- 2006 – Tunn Hud – Ulla-Carin Nyquist, hud och psyke, foto, redigering
- 2004 – I am going to tell you a secret – Madonna's tour – regi Jonas Åkerlund – (regi/foto filmsekvens/Afrika)
- 2003 – Terrorister, regi Stefan Jarl/Lukas Moodyson – (regi/foto filmsekvens/Afrika)
- 2003 – Röster om Public Service pamflett om public serviceuppdraget med Alberto Hersckovits
- 2002 – Writers workshop – kreativa musikskapare från 9 nationer
- 1996 – Och stjärnans namn var malört – (Låt inte lugna er) Tjernobyl
- 1989 – Före vändpunkten – fiendebilder och murens fall i fredsrörelsen Europa, Pershing II och SS20-missiler
- 1986 – Till olydnadens lov – Plogbillrörelsen, de mildögda i amerikanska fängelser, kurage och civil olydnad
- 1985 – Besvärjelse för att driva ut förmörkad måne, ingår i filmen 1985. Vad hände katten i råttans år?
- 1980 – Sista varningen – Harrisburg, kärnkraften och demokratin
- 1980 – Kvällen före dagen efter – Sverige 80
- 1978 – Vredens poesi – kulturen, poesin och musiken i den afrikanska frihetskampen, foto Per Källberg
- 1976 – O regresso de Amílcar Cabral
- 1976 – Vi har vår egen sång – musikfilmen, alternativa musikrörelsen, delad regi med bland andra Stefan Jarl, Jan Lindqvist, Dick Idestam-Almquist
- 1975 – Hearts and Minds – regi Peter Davis-Touchstone, – add prod/regi/foto, Academy Award/Oscar – "best feature length documentary"
- 1975 – Introduction to the Enemy, regi Haskell Wexler/Jane Fonda – add prod/regi/foto
- 1974 – Sue – flicka i Sydvietnam
- 1974 – Quang Tri – Sydvietnam med FNL, söder om 17° breddgraden
- 1974 – Varför kastar dom sten? – serie 3 delar barnen i Belfast, Nordirland med Stig Holmqvist
- 1973 – I vårt land börjar kulorna blomma – Moçambique – om kulturen i frihetskampen
- 1973 – En Nations Födelse – självständighetsproklamationen i Guinea-Bissaus djungler
- 1972 – Att se Vietnam – augusti 1972, förödelsen några månader före julbombningarna
- 1972 – En Amerikan i Hanoi – Ramsey Clark, samvetande före detta amerikansk justitieminister i fiendeland under pågående krig
- 1972 – Att tiga är att vara medansvarig – Sveriges ambassadör i Hanoi,  Jean "Catastrophe" Öberg
- 1972 – I Vietnam när bomberna faller- omsorgen om barnen i Vietnam under USA:s bombningar
- 1971 – Att samla några bevis – Vietnam, agent Orange, antipersonella splitterbomber och napalm versus internationell rätt
- 1971 – Amerikaner vittnar om kriget – US marines massakrer, avhoppade CIA operatörer "search and destroy operations"
- 1971 – Framtiden är vår – vietnamesisk kultur och motstånd, de bleka ofattbart utmattade i grottornas flämtande ljus
- 1971 – Berlin – delad stad
- 1970 – Genocide – folkmord
- 1970 – Olivia, delad regi med Rainer Hartleb/Lotta Silfverhielm
- 1969 – Södra Afrika – kolonialism och frihetskamp, 2 delar
- 1968 – Kommune II – Berlinkommunerna maj 1968
- 1968 – Den vita sporten – Grupp13: tillsammans med bland andra Roy Andersson, Kalle Boman, Ingela Romare, Bo Widerberg
- 1967 – Tonsättaren och samhället – musikdokumentär om kultur och politik och kulturpolitik
- 1967 – Bakom Holländaren – efter August Strindberg musik Ingvar Lidholm, musikdokumentär
- 1967 – Ricercare -text Göran Sonnevi foto Lars Swanberg

## Manus i urval
- 2003 – Röster om Public Service m. Alberto Hersckovits
- 2002 – Writers workshop – musikskapare från 9 nationer
- 1996 – Och stjärnans namn var malört
- 1989 – Före vändpunkten
- 1986 – Till olydnadens lov
- 1985 – Besvärjelse för att driva ut förmörkad måne
- 1980 – Sista varningen
- 1978 – Vredens poesi
- 1974 – Quang Tri – Sydvietnam
- 1974 – Varför kastar dom sten? x 2-  Belfast, Nordirland
- 1973 – I vårt land börjar kulorna blomma – Moçambique
- 1973 – En nations födelse – Guinea-Bissau
- 1972 – Att se Vietnam – augusti 1972
- 1972 – En amerikan i Hanoi – amerikansk justitieminister Ramsey Clark
- 1972 – Att tiga är att vara medansvarig – amb. Jean Christoph Öberg, Hanoi
- 1972 – I Vietnam när bomberna faller
- 1971 – Att samla några bevis – Vietnam
- 1971 – Amerikaner vittnar om kriget – Vietnam
- 1971 – Framtiden är vår
- 1970 – Genocide
- 1969 – Södra Afrika – kolonialism och frihetskamp x 2
- 1968 – Kommune II – Berlin
- 1968 – Den vita sporten
- 1967 – Ricercare -text Göran Sonnevi foto Lars Swanberg

## Foto
- 2004 – I am going to tell you a secret – Madonna – regi Jonas Åkerlund – (foto/regi filmsekv/Afrika)
- 2003 – Terrorister, regi Stefan Jarl/Lukas Moodyson – (foto filmsekv/Afrika)
- 1985 – Rörande granars inverkan på människors sinnesfrid, regi Gunila Ambjörnsson
- 1982 – Din plats på jorden, regi Stig Holmqvist
- 1982 – Draksådd, regi Judith Bourque
- 1982 – Hemligheten, regi Rainer Hartleb/Staffan Lindqvist
- 1981 – Fjäril – regi Ernst Brunner
- 1996 – Vinden vänder – regi Wilhelm Peterson-Berger
- 1975 – Hearts and Minds – regi Peter Davis-Touchstone, -add prod/regi/foto,  Oscars – "best feature length documentary"
- 1975 – Introduction to the Enemy, regi Haskell Wexler/Jane Fonda – add prod/regi/foto
- 1965 – Ansikten i stad, regi Per-Åke Dahlberg

## Filmmusik
- 1996 – Och stjärnans namn var malört
- 1986 – Till olydnadens lov
- 1980 – Sista varningen
- 1967 – Sagan om Anna

## Filmografi roller
- 1968 – Jag älskar, du älskar
- 1967 – Sagan om Anna
- 1967 – Ricercare
- 1967 – Elvira Madigan